# 페리오치약
페리오치약은 1981년에 (주)럭키에서 페리오치약을 새롭게 만들었다. 1995년 럭키가 LG화학에서 페리오치약을 생산하고 있다. 2003년 LG생활건강에서 페리오치약을 만들었다.
1985년에 자매품(姉妹品)으로 럭키 화이트 치약, 비누도 있으며, 80년대 럭키 페리오치약을 생산하였다. 씨름선수 이만기 광고에서 나왔던 페리오가 80년대 생산하는지도 90년대 김희애 씨가 출연하였다.

## 연혁
- 1957년 : 럭키치약 출시 (락희화학)
- 1974년 : 주식회사 럭키로 상호변경
- 1979년 : 국내 최초 화이트치약, 비누 생산
- 1981년 : 페리오로 제품변경.
- 1992년 : 죽염치약 출시 (페리오치약 중국 북경 공장에 생산 후 기술제휴 및 독점계약을 맺음.)
- 1994년 : 청주공장 설비. 치약 생산.
- 1995년 : LG화학으로 상호변경
- 2001년 : LG생활건강으로 상호변경
- 2009년 : 북경공장 설비. 전용치약, 전용칫솔, 전용비누 생산.
- 2014년 : 페리오치약, 해외지역 중국 북경에서 수출 후 기술제휴.
- 2019년 : 페리오 토탈7 탄생.

## 같이 보기
- LG생활건강